# 方邦慶
方邦慶（1517年—？），字以賢，號聽泉，直隸徽州府婺源縣人，民籍，明朝政治人物。

## 生平
嘉靖二十二年（1543年）癸卯科應天府鄉試第二十七名舉人。嘉靖二十九年（1550年）中式庚戌科會試第一百十五名，二甲第七十七名進士。历官瑞州府知府，隆慶元年（1567年）二月升雲南按察司副使，四年三月升广西布政使司右参政，五年正月考察以才力不及降调。六年十二月降调贵州副使，萬曆三年（1575年）十月升福建右参政。

## 家族
曾祖方文纘，壽官；祖父方世明；父方照，母程氏。具庆下。兄家庆。弟普庆、可庆。